# Cospirazione di Bielefeld

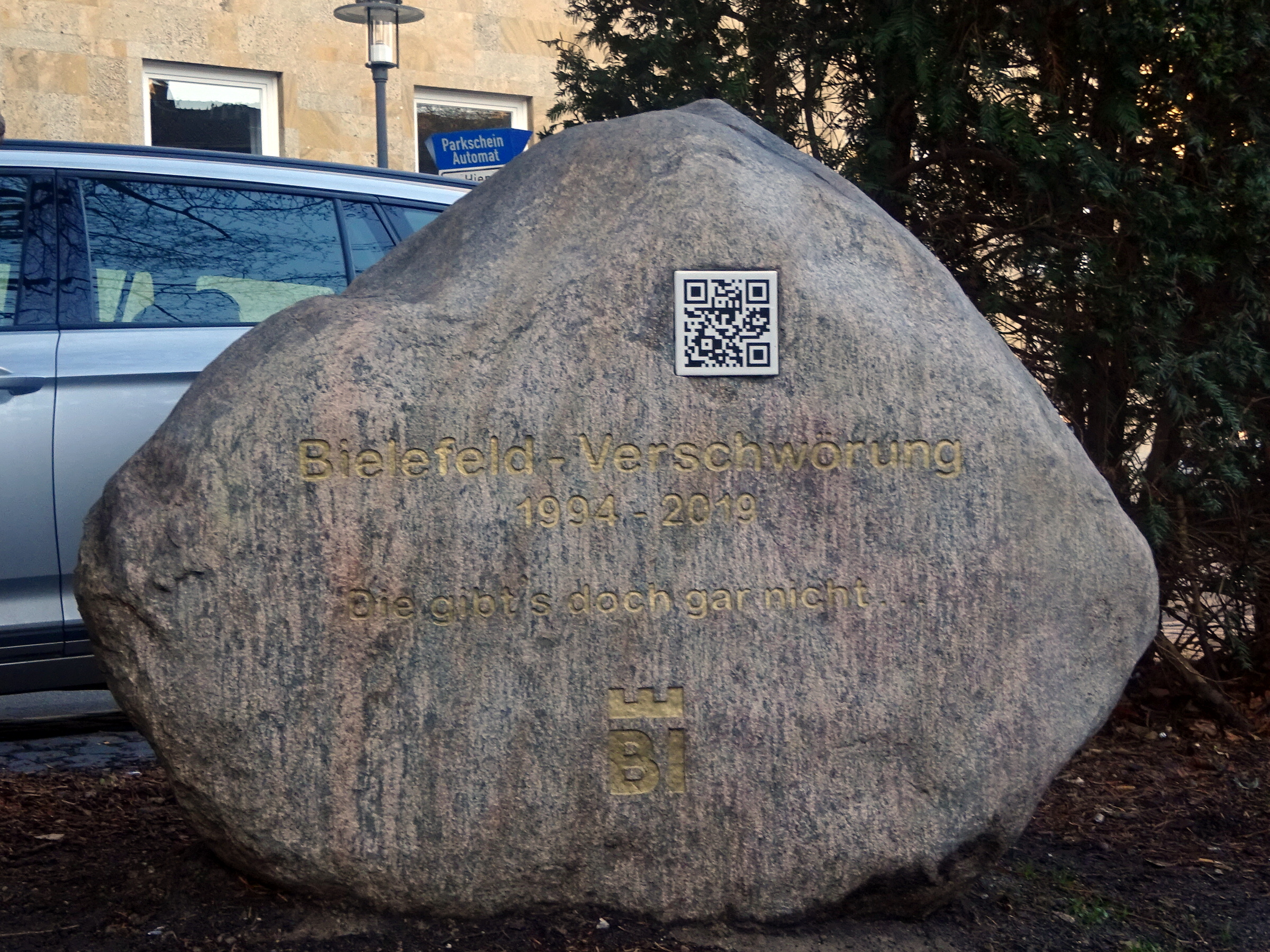
Lapide commemorativa in occasione della fine della cospirazione di Bielefeld.

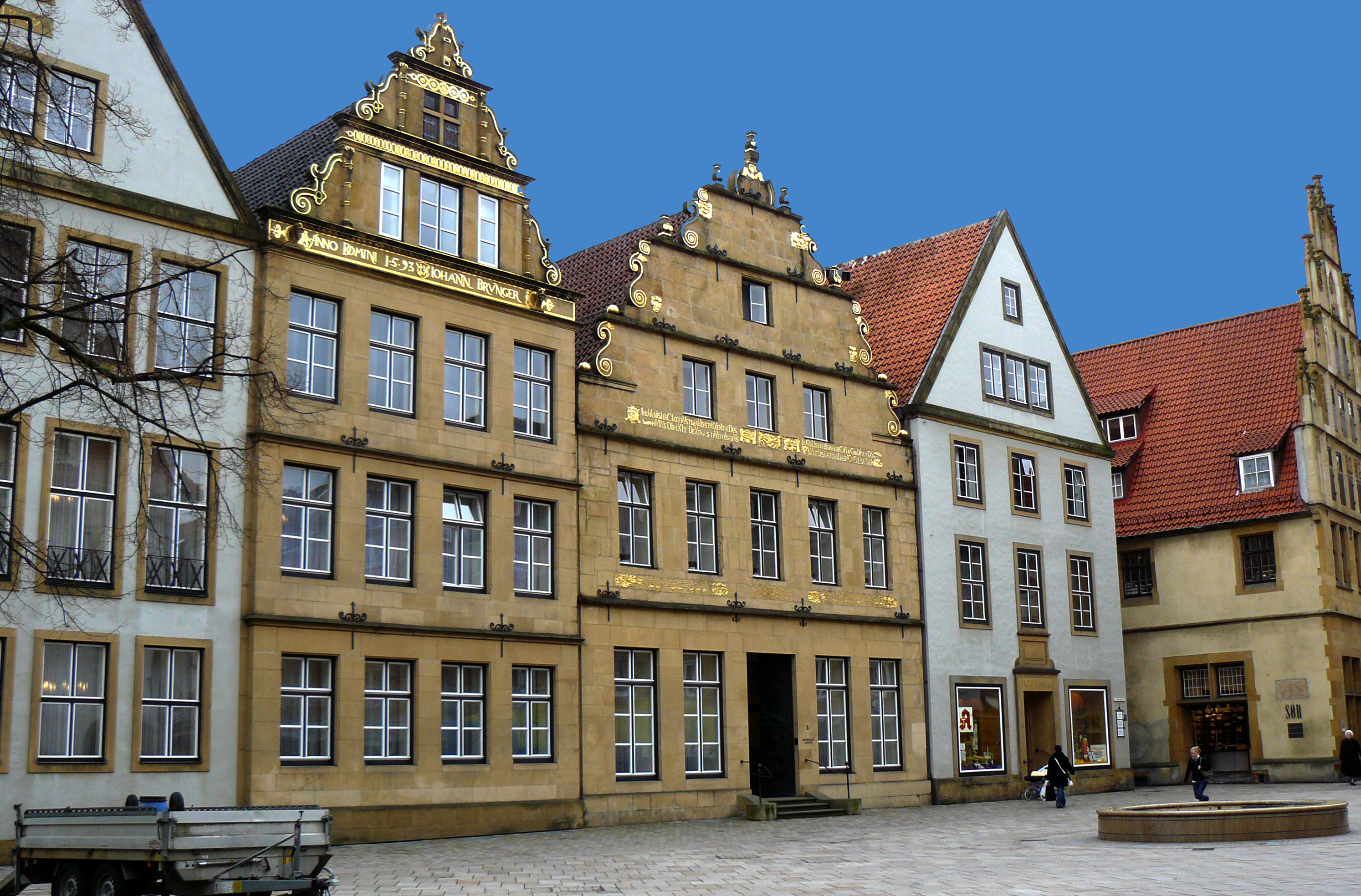
Bielefeld, la città tedesca al centro della cospirazione.

La cospirazione di Bielefeld (in tedesco: Bielefeldverschwörung o Bielefeld-Verschwörung) è una teoria del complotto satirica secondo cui la città di Bielefeld, in Germania, non esisterebbe ma sarebbe in realtà un'illusione propagata da vari soggetti. Originatasi su Usenet nel 1994, da allora si è diffusa su Internet diventando un meme. È menzionata nelle campagne di promozione della città stessa ed è stata anche citata in un discorso della cancelliera Angela Merkel.

## Sinossi
La storia narra che la città di Bielefeld, città con una popolazione di 336 352 abitanti (dicembre 2016) nel land tedesco della Renania Settentrionale-Vestfalia, in realtà non esisterebbe. Piuttosto, la sua esistenza sarebbe stata semplicemente generata da un'entità conosciuta come SIE ("loro" in tedesco, scritto sempre in stampatello), che ha cospirato con le autorità per creare una città fittizia e l'illusione della sua esistenza.
La teoria pone tre domande: 
1. Conosci qualcuno di Bielefeld?
2. Sei mai stato a Bielefeld?
3. Conosci qualcuno che sia mai stato a Bielefeld?

e presuppone che la maggioranza delle persone risponda sempre "no", mentre chiunque sostenga di conoscere Bielefeld sia prontamente ignorato, poiché parte della cospirazione o ingannato. Tutte le foto di Bielefeld sarebbero state scattate in altre città e modificate creando un paesaggio urbano fittizio. Secondo la teoria sono parte della cospirazione anche la CIA, il Mossad e gli alieni che usano l'Università di Bielefeld come travestimento per la loro astronave.

## Storia
La teoria della cospirazione venne pubblicata per la prima volta in un post sul newsgroup de.talk.bizarre il 16 maggio 1994 da Achim Held, uno studente di informatica dell'Università di Kiel. L'idea nacque quando un suo amico incontrò un ragazzo di Bielefeld, durante una festa studentesca nel 1993, ed esclamò: "Das gibt's doch gar nicht", esclamazione che significa letteralmente "Non esiste per niente", suggerendo così (ambiguamente) non solo che l'affermazione circa la provenienza non fosse reale, ma anche che la città stessa non lo fosse. Da quel post la storia si diffuse rapidamente nei network di lingua tedesca.
In un'intervista televisiva condotta per il decimo anniversario della pubblicazione del newsgroup sulla teoria, Held ha affermato che questo mito ha sicuramente avuto origine dal suo post su Usenet, che era stato scritto scherzosamente. Secondo Held, l'idea della teoria della cospirazione si è formata nella sua mente a una festa studentesca mentre parlava con un avido lettore di riviste New Age e da un viaggio in auto in cui notò l'uscita autostradale di Bielefeld chiusa.
Esistono diverse teorie contrastanti sui motivi alla base della popolarità della battuta, la più popolare è una flame war tra gli amministratori di Usenet e il network Z-Netz di Bielefeld sulla codifica dei testi.
Lo storico Alan Lessoff osserva che una ragione del successo del meme è la mancanza di caratteristiche degne di nota di Bielefeld, poiché la città non ospita grandi istituzioni o attrazioni turistiche e non si trova sul corso di un grande fiume.

## Popolarità
La cospirazione di Bielefeld è una delle battute su Internet più popolari in Germania. 
Nel novembre 2012, la cancelliera tedesca Angela Merkel fece riferimento alla cospirazione in un discorso pubblico mentre parlava di una riunione a cui aveva partecipato a Bielefeld, terminandolo con: «…se esiste» e aggiungendo: «Ho avuto l'impressione di essere lì».

### Immagine
Il consiglio comunale di Bielefeld ha compiuto numerosi sforzi per generare pubblicità per la città e costruire un'immagine pubblica conosciuta a livello nazionale della città grazie alla cospirazione. Tuttavia, anche 10 anni dopo l'inizio della teoria complottista, l'ufficio del sindaco riceveva ancora telefonate ed e-mail che sostenevano di dubitare dell'esistenza della città. 
Nel 1999, cinque anni dopo che il meme ha iniziato a diffondersi, il consiglio comunale ha rilasciato una dichiarazione stampa intitolata Bielefeld gibt es doch! (Bielefeld esiste davvero!) il 1° di aprile, ovvero il giorno del pesce d'aprile. In allusione all'origine della cospirazione, l'800º anniversario di Bielefeld si tenne sotto il motto Das gibt's doch gar nicht (Non esiste per niente).
Nell'agosto 2019, nel tentativo di aumentare l'interesse per la città, il consiglio si è offerto di dare 1 milione di euro a chiunque potesse fornire "prove incontrovertibili" della sua inesistenza.

## Film
Nel 2009, gli studenti della facoltà di pedagogia dell'Università di Bielefeld coordinati da Fabio Magnifico (regista, produttore, docente dell’università e coordinatore del laboratorio di pedagogia dei mass media, MPL) hanno avviato un progetto per sviluppare un film basato sulla cospirazione di Bielefeld. Il progetto è stato finanziato tra l’altro da molti sponsor locali. La maggior parte dello staff e degli attori del progetto erano studenti o docenti universitari; anche alcuni professionisti, come l'attrice Julia Kahl, l’attore Thomas Huber e il cameraman Alexander Böke, hanno aderito al progetto. La sceneggiatura è stata scritta dagli studenti e da Thomas Walden.
Il film è stato presentato in anteprima al multisale CinemaxX di Bielefeld il 2 giugno 2010.